# Proteleà
Proteleà (derivat de les paraules del grec que signifiquen 'ala' i 'membrana') és un organisme paràsit que parasita durant els estadis inicials del seu desenvolupament al seu hoste, per acabar-lo matant i emergint de dins de l'hoste com un individu adult de vida lliure. Acostumen a ser paràsits interns. Principalment els proteleans són parasitoides dels ordres Hymenoptera, Diptera i Strepsiptera. També són proteleans alguns aràcnids.